# Hôtel des Postes de Lille
L’hôtel des Postes de Lille est un bâtiment administratif et d'habitation situé à Lille, dans le département du Nord.
Ce site est desservi par la station de métro République - Beaux-Arts.

## Localisation
L'hôtel est situé place de la République, à l'angle de la rue d'Inkermann, à Lille.

## Histoire
Construit sur des plans de Louis Gilquin de 1871 à 1873 lors de l'agrandissement de Lille pour être l’hôtel du chemin de fer du Nord-Central ou le centre administratif d’une gare, le bâtiment est loué aux services des Postes et Télégraphes en 1884. Ils s'y installent en mars 1888 et deviennent propriétaire de l'ensemble de l'immeuble en 1935. En 2012, le bâtiment fait l'objet d'une réhabilitation et d'une transformation partielle en immeuble d'habitation.
Ce bâtiment fait l’objet d’une inscription au titre des monuments historiques depuis le 29 octobre 1975.

## Architecture
Le bâtiment porte de lourdes colonnes cannelées qui soutiennent une imposante balustrade. Le pavillon central, orné de quatre cariatides réalisées par le sculpteur Jules Victor Heyde, est surmonté d'une coupole décorée de deux femmes qui portent un blason aux armes de Lille.